# Лицем у лице
Лицем у лице је југословенски филм из 1963. године који је добио Златну арену на филмском фестивалу у Пули.

## Радња
На састанку грађевинског предузећа се одлучује о случају радника Милуна који се побунио против неких сумњивих одлука директора, свог некадашњег ратног суборца. За време састанка стигло је анонимно писмо у комитет у којему се упозорава на лоше стање у колективу, лоше међуљудске односе и неправилности у додели друштвених станова.

## Улоге
| Глумац             | Улога                    |
| ------------------ | ------------------------ |
| Илија Џувалековски | Воја Чумић               |
| Хусеин Чокић       | Милун Копривица          |
| Владимир Поповић   | Радован                  |
| Томанија Ђуричко   | Душанка Братић           |
| Невенка Бенковић   | Каћа Копривица           |
| Драго Митровић     | Илија                    |
| Угљеша Којадиновић | инжењер Слободан Косијер |
| Милан Срдоч        | Мико                     |
| Борис Дворник      | Андрија Мачкић           |
| Божидарка Фрајт    | Вера                     |
| Илија Ивезић       | Митке                    |
| Круно Валентић     | Ракић Милош Рака         |
| Драго Бахун        | Карташ                   |
| Јозо Мартинчевић   | Вук                      |
| Душан Стефановић   | Сремац                   |
| Сулејман Лелић     | Павле / Пајо             |
| Велимир Хитил      | Брко                     |
| Рикард Брзеска     | Боро Чубура              |

## Награде
Филм Лицем у лице на www.filmovi.comфестивалу у Пули награђен је Великом златном ареном за најбољи филм, Златном ареном за најбољу режију те наградом публике Јелен.